# Halowe Mistrzostwa Europy w Lekkoatletyce 1984 – bieg na 60 m przez płotki mężczyzn
Bieg na 60 metrów przez płotki mężczyzn – jedna z konkurencji biegowych rozgrywanych podczas halowych lekkoatletycznych mistrzostw Europy w  hali Scandinavium w Göteborgu. Eliminacje i bieg finałowy zostały rozegrane 4 marca 1984. Zwyciężył reprezentant Polski Romuald Giegiel. Tytułu zdobytego na poprzednich mistrzostwach nie bronił Thomas Munkelt z Niemieckiej Republiki Demokratycznej.

## Rezultaty

### Eliminacje
Rozegrano 2 biegi eliminacyjne, do których przystąpiło 14 biegaczy. Awans do finału dawało zajęcie jednego z pierwszych trzech miejsc w swoim biegu (Q). Skład finału uzupełniło dwóch zawodników z najlepszym czasem wśród przegranych (q).
Opracowano na podstawie materiału źródłowego.
Bieg 1
| Miejsce | Zawodnik           | Czas | Uwagi |
| ------- | ------------------ | ---- | ----- |
| 1       | György Bakos       | 7,79 | Q     |
| 2       | Daniele Fontecchio | 7,82 | Q     |
| 3       | Wojciech Zawiła    | 7,82 | Q     |
| 4       | Reijo Byman        | 7,94 | q     |
| 5       | Herbert Kreiner    | 8,21 |       |
| 6       | Gísli Sigurðsson   | 8,51 |       |
| 7       | Carlos Sala        | 9,48 |       |

Bieg 2
| Miejsce | Zawodnik          | Czas | Uwagi |
| ------- | ----------------- | ---- | ----- |
| 1       | Romuald Giegiel   | 7,72 | Q     |
| 2       | Javier Moracho    | 7,82 | Q     |
| 3       | Jiří Hudec        | 7,82 | Q     |
| 4       | Jürgen Schoch     | 7,95 | q     |
| 5       | Georg Prästi      | 7,95 |       |
| 6       | Petter Hesselberg | 8,23 |       |
| 7       | Peter Bergh       | 8,39 |       |

### Finał
Opracowano na podstawie materiału źródłowego.
| Miejsce | Zawodnik           | Czas | Uwagi |
| ------- | ------------------ | ---- | ----- |
| 1       | Romuald Giegiel    | 7,62 | NR    |
| 2       | György Bakos       | 7,75 |       |
| 3       | Jiří Hudec         | 7,77 |       |
| 4       | Javier Moracho     | 7,78 |       |
| 5       | Daniele Fontecchio | 7,81 |       |
| 6       | Wojciech Zawiła    | 7,88 |       |
| 7       | Jürgen Schoch      | 8,02 |       |
| 8       | Reijo Byman        | 8,03 |       |